# Chêne-Bernard
Chêne-Bernard är en kommun i departementet Jura i regionen Bourgogne-Franche-Comté i östra Frankrike. Kommunen ligger i kantonen Chaussin som tillhör arrondissementet Dole. År 2022 hade Chêne-Bernard 80 invånare.

## Befolkningsutveckling
Antalet invånare i kommunen Chêne-Bernard
Referens:INSEE